# Chittaranjan Locomotive Works
Chittaranjan Locomotive Works (CLW) ist ein indischer Hersteller von Lokomotiven in der Nähe von Asansol. Das staatliche Unternehmen in Besitz von Indian Railways nahm 1950 die Produktion auf und zählt heute zu den weltweit größten Lok-Herstellern. Es ist nach dem Staatsmann und Freiheitskämpfer Deshbandhu Chittaranjan benannt.

## Geschichte
In den späten 1930er Jahren wurde untersucht, ob sich der Aufbau einer Lokomotivfabrik wirtschaftlich lohnen würde. Zuerst wurde ein Ort nördlich von Kolkata in der Nähe von Kanchrapara in Betracht gezogen, die Idee konnte aber wegen der Teilung Indiens nicht weiter verfolgt werden. Im Dezember 1947 wurde beschlossen, das Werk in der Nähe von Mihijam etwa 32 km von Asansol und 237 km von Kolkata entfernt zu bauen, an einer Stelle, an der sowohl geeigneter Untergrund für den Bau der Werkhallen wie auch genügend Energie von Wasserkraftwerken und thermischen Kraftwerken zur Verfügung stehen würde. Das Projekt hieß ursprünglich Loco Building Work und wurde erst bei der Eröffnung, am 26. Januar 1950, als auch die Verfassung von Indien in Kraft trat, mit dem neuen Namen versehen.
Anfänglich wurden Dampflokomotiven hergestellt, ab 1961 Elektrolokomotiven für 1500 V Gleichstrom und ab 1963 solche für 25 kV 50 Hz Wechselstrom.  Ab 1967 wurden Gleichstrom-Fahrmotoren und Schütze gebaut. 1968 kam die Fertigung von dieselhydraulischen Lokomotiven hinzu. Der Dampflokbau wurde 1974 eingestellt, nachdem 2.351 Dampflokomotiven fünf verschiedener Baureihen das Werk verlassen hatten. Der Bau von Diesellokomotiven wurde 1994 eingestellt, nachdem 842 Lokomotiven sieben verschiedener Baureihen gebaut waren.
Ab 1998 begann der Bau von Elektrolokomotiven mit Asynchronmotoren, die anfänglich mit GTO-Stromrichtern und ab November 2015 nur noch mit IGBT-Stromrichtern gebaut wurden. Der Bau konventioneller Elektrolokomotiven mit Stufenschaltern, Gleichrichtern und Mischstrommotoren wurde im Dezember 2015 eingestellt.

## Produktionszahlen
- Von 1950 bis 1972: 2.351 Dampflokomotiven
- Von 1968 bis 1993: 842 Diesellokomotiven
- Von 1961 bis März 2014: 5.270 Elektrolokomotiven[6]

## Hergestellte Lokomotiven

### Aktuelle Produktion

#### Elektrische Lokomotiven 25 kV 50 Hz Wechselstrom
| Baureihe | Anzahl | Baujahr | Einsatz             | Achsformel | Bild |
| -------- | ------ | ------- | ------------------- | ---------- | ---- |
| WAP-5    | 99     | 1997–   | Schnellzüge         | Bo'Bo'     |      |
| WAP-7    | 462    | 2000–   | schwere Schnellzüge | Co'Co'     |      |
| WAG-9    | 748    | 1996–   | Güterzüge           | Co'Co'     |      |

### Historische Produktion

#### Dampflokomotiven
| Baureihe | Anzahl  | Baujahr       | Einsatz                                                 | Achsformel | Bild        |
| -------- | ------- | ------------- | ------------------------------------------------------- | ---------- | ----------- |
| WG       | 1908    | 1950–1970     | Güterzüge                                               | 1′D1′ h2   |             |
| WT       | 30      | 1959–1967     | Vorortszüge Kalkutta                                    | 1′D2′ h2t  | (ohne Bild) |
| WP/1     | 259     | 1963–1966     | Schnellzüge                                             | 2′C1′ h2   |             |
| WL       | 94      | 1966–1969     | Reisezüge auf Strecken mit geringer zulässiger Achslast | 2′C1′ h2   |             |
| YG       | ca. 500 | ca. 1950–1972 | Güterzüge Meterspurnetz                                 | 1′D1′ h2   |             |

#### Dieselhydraulische Lokomotiven
| Baureihe | Anzahl | Baujahr   | Einsatz                  | Achsformel | Bild        |
| -------- | ------ | --------- | ------------------------ | ---------- | ----------- |
| WDS-4    | 609    | 1968–1997 | Rangierlok               | C          |             |
| WDS-8    | 5      | 1979–1982 | Rangierlok für Stahlwerk | Bo'Bo'     | (ohne Bild) |
| YDM-2    | 41     | 1986–1990 | Schmalspurlokomotive     | B'B'       | (ohne Bild) |
| NDM-5    | 11     | 1987–1989 | Gwalior-Schmalspurbahn   | B'B'       | (ohne Bild) |

#### Elektrische Lokomotiven 1500 V Gleichstrom
| Baureihe | Anzahl | Baujahr   | Einsatz             | Achsformel | Bild        |
| -------- | ------ | --------- | ------------------- | ---------- | ----------- |
| WCM-5    | 21     | 1961–1963 | Universallokomotive | Co'Co'     | (ohne Bild) |
| WCM-6    | 2      | 1995      | Universallokomotive | Co'Co'     | (ohne Bild) |
| WCG-2    | 57     | 1970–1976 | Güterzüge           | Co'Co'     |             |

#### Elektrische Zweisystem-Lokomotiven 1500 V Gleichstrom und 25 kV 50 Hz Wechselstrom
| Baureihe | Anzahl | Baujahr   | Einsatz             | Achsformel | Bild |
| -------- | ------ | --------- | ------------------- | ---------- | ---- |
| WCAM-1   | 53     | 1975–1979 | Universallokomotive | Co'Co'     |      |

#### Elektrische Lokomotiven 25 kV 50 Hz Wechselstrom
| Baureihe | Anzahl  | Baujahr   | Einsatz                          | Achsformel | Bild        |
| -------- | ------- | --------- | -------------------------------- | ---------- | ----------- |
| WAG-1    | 112     | 1963–1966 | Güterzüge                        | B'B'       |             |
| WAG-4    | ca. 186 | 1966–1971 | Güterzüge                        | B'B'       | (ohne Bild) |
| WAG-5    | 1197    | 1988–1998 | Güterzüge                        | Co'Co'     |             |
| WAG-7    | 1972    | 1992–2015 | Güterzüge                        | Co'Co'     |             |
| WAM-4    | ca. 500 | 1970–1997 | Reisezüge                        | Co'Co'     |             |
| WAP-1    | ca. 77  | 1980–1992 | Schnellzüge                      | Co'Co'     |             |
| WAP-3    | 5       | 1987      | Schnellzüge (Variante der WAP-1) | Co'Co'     | (ohne Bild) |
| WAP-4    | 769     | 1990–2015 | Schnellzüge                      | Co'Co'     |             |
| WAP-6    | 17      | 1997      | Schnellzüge (Variante der WAP-4) | Co'Co'     | (ohne Bild) |